# Gut Altfriedland

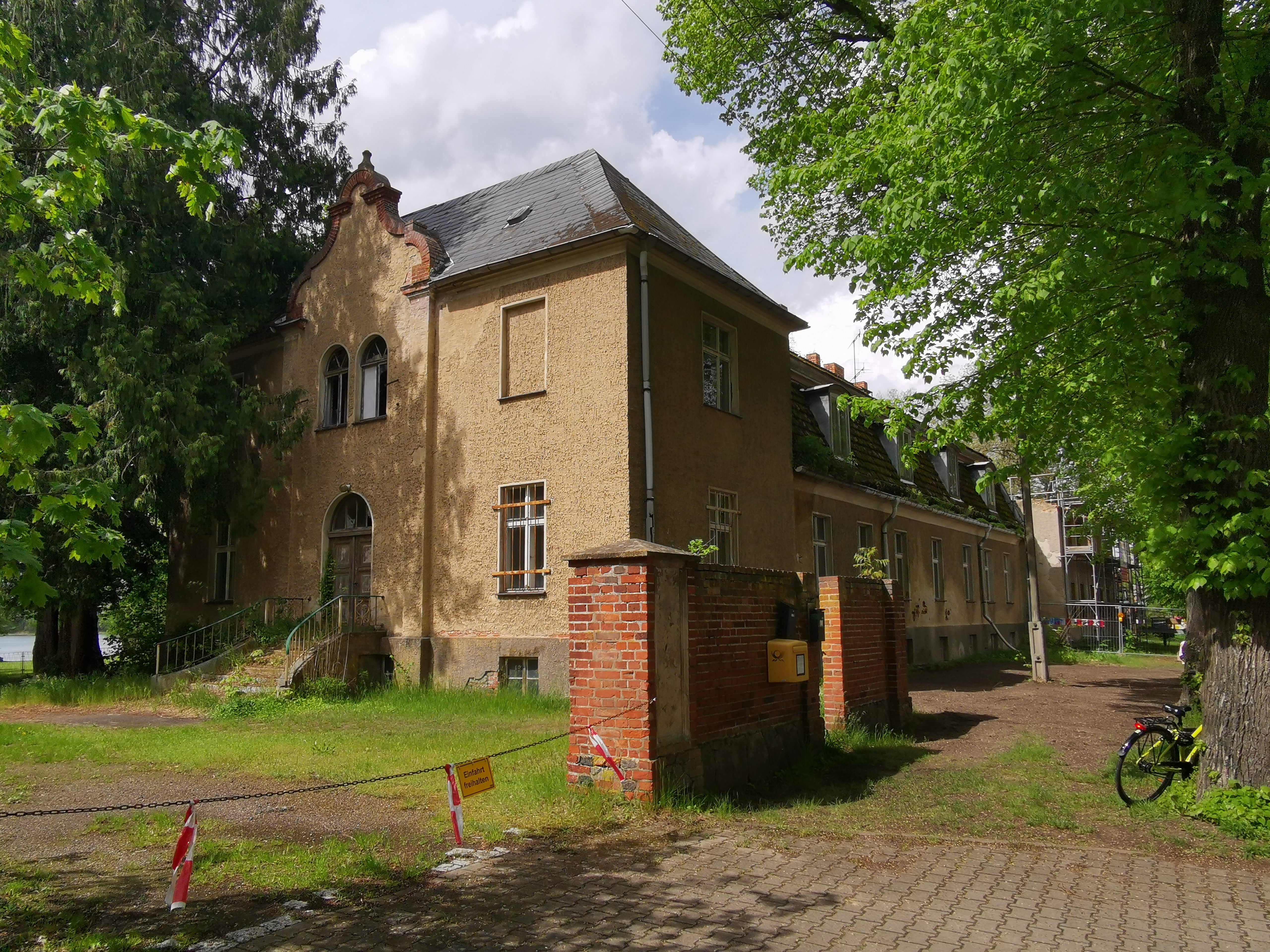
Gut Altfriedland

Das Gut Altfriedland ist ein denkmalgeschütztes Bauensemble, das im Gemeindeteil Altfriedland von Neuhardenberg im Landkreis Märkisch-Oderland in Brandenburg gehört. Das Bauensemble ist in der Denkmalliste des Landes Brandenburg für den Landkreis Märkisch-Oderland unter der ID-Nr. 09180821 eingetragen.

## Beschreibung
Das eingeschossige Herrenhaus mit sechs Achsen, das mit einem Mansarddach bedeckt ist, wurde 1725 auf dem südlich der Klosterkirche gelegenen Hof errichtet. Daran wurde 1883 ein zweigeschossiger Gebäudetrakt mit drei Achsen nach Süden angebaut, der mit einem Walmdach bedeckt ist. Das Portal befindet sich im Risalit, der mit einem Schweifgiebel bedeckt ist, in der südlichen Fassade. Komplettiert wird das Bauensemble durch eine Scheune. Als Bauherr der jüngeren Ensemblegebäude agierte die Familie von Oppen.

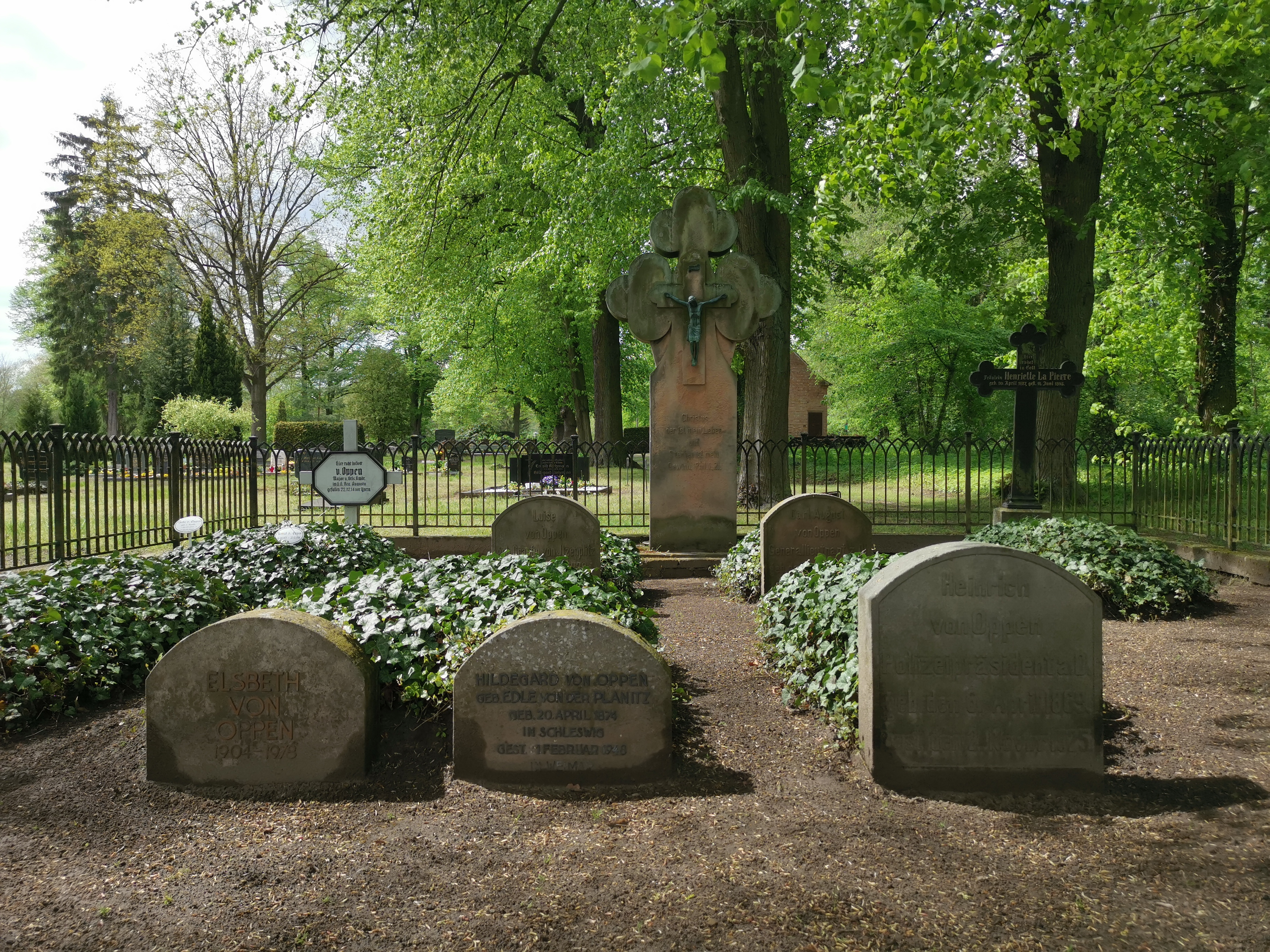
Grabstätte auf dem Friedhof Altfriedland

Gut Altfriedland umfasste um 1930 mit dem Nebengut Gottesgabe und den Vorwerken Buschhof und Schlaanhof gesamt 1570 ha. 450 ha davon waren Waldbesitz. Eigentümerin damals war Hildegard von Oppen, geborene Edle von Plänitz (* 1874; † 1948). Sie war die Witwe des Gutsherrn Heinrich von Oppen, Polizeipräsident a. D. Erbe wurde der Sohn und Jurist Karl von Oppen (* 1901; † 1974).
Ebenso zum Gutsareal gehörte der Gutspark Altfriedland.